# Undulambia arnoulalis
Undulambia arnoulalis là một loài bướm đêm trong họ Crambidae.